# 100 meter för damer i friidrott vid olympiska sommarspelen 1976
100 meter för damer vid olympiska sommarspelen 1976 i Montréal avgjordes 26-28 juli. 

## Medaljörer
| Gren      | Guld                            | Guld  | Silver                       | Silver | Brons                      | Brons |
| 100 meter | Annegret Richter · Västtyskland | 11,08 | Renate Stecher · Östtyskland | 11,13  | Inge Helten · Västtyskland | 11,17 |

## Förkortningar
Alla tider visas i sekunder.

- Q innebär avancemang utifrån placering i heatet.
- q innebär avancemang utifrån total placering.
- DNS innebär att personen inte startade.
- DNF innebär att personen inte fullföljde.
- DQ innebär diskvalificering.
- NR innebär nationellt rekord.
- OR innebär olympiskt rekord.
- WR innebär världsrekord.
- WJR innebär världsrekord för juniorer
- AR innebär världsdelsrekord (area record)
- PB innebär personligt rekord.
- SB innebär säsongsbästa.

Tang betyder tangerat.

## Resultat

### Omgång 1

#### Heat 1
| Placering | Idrottare               | Nation         | Tid   | Noteringar |
| --------- | ----------------------- | -------------- | ----- | ---------- |
| 1         | Inge Helten             | Västtyskland   | 11,26 | Q          |
| 2         | Ljudmila Maslakova      | Sovjetunionen  | 11.30 | Q          |
| 3         | Rosie Allwood           | Jamaica        | 11.35 | Q          |
| 4         | Marjorie Bailey         | Kanada         | 11.46 | Q          |
| 5         | Sharon Colyear-Danville | Storbritannien | 11.47 | Q          |
| 6         | Carol Cummings          | Jamaica        | 11.69 | q          |
| 7         | Lorna Forde             | Barbados       | 12.02 |            |

#### Heat 2
| Placering | Idrottare        | Nation                   | Tid   | Noteringar |
| --------- | ---------------- | ------------------------ | ----- | ---------- |
| 1         | Brenda Morehead  | USA                      | 11,35 | Q          |
| 2         | Patty Loverock   | Kanada                   | 11.47 | Q          |
| 3         | Lelieth Hodges   | Jamaica                  | 11.54 | Q          |
| 4         | Esmeralda García | Brasilien                | 11.80 | Q          |
| 5         | Debbie Jones     | Bermuda                  | 11.84 | Q          |
| 6         | Rita Hendricks   | Amerikanska Jungfruöarna | 13.51 |            |

#### Heat 3
| Placering | Idrottare       | Nation      | Tid   | Noteringar |
| --------- | --------------- | ----------- | ----- | ---------- |
| 1         | Raelene Boyle   | Australien  | 11,39 | Q          |
| 2         | Linda Haglund   | Sverige     | 11.40 | Q          |
| 3         | Sue Jowett      | Nya Zeeland | 11.70 | Q          |
| 4         | Isabel Taylor   | Kuba        | 11.73 | Q          |
| 5         | Margaret Howe   | Kanada      | 11.83 | Q          |
| 6         | Shonel Ferguson | Bahamas     | 12.26 |            |

#### Heat 4
| Placering | Idrottare             | Nation        | Tid   | Noteringar |
| --------- | --------------------- | ------------- | ----- | ---------- |
| 1         | Chandra Cheeseborough | USA           | 11,28 | Q          |
| 2         | Vera Anisimova        | Sovjetunionen | 11.37 | Q          |
| 3         | Silvia Chivás         | Kuba          | 11.43 | Q          |
| 4         | Elvira Possekel       | Västtyskland  | 11.48 | Q          |
| 5         | Denise Robertson      | Australien    | 11.50 | Q          |
| 6         | Martina Blos          | Östtyskland   | 11.70 |            |
| 7         | Carolina Rieuwpassa   | Indonesien    | 11.98 |            |

#### Heat 5
| Placering | Idrottare             | Nation                  | Tid   | Noteringar |
| --------- | --------------------- | ----------------------- | ----- | ---------- |
| 1         | Marlies Göhr          | Östtyskland             | 11,36 | Q          |
| 2         | Andrea Lynch          | Storbritannien          | 11.40 | Q          |
| 3         | Sylviane Telliez      | Frankrike               | 11.47 | Q          |
| 4         | Nadezjda Besfamilnaja | Sovjetunionen           | 11.52 | Q          |
| 5         | Lea Alaerts           | Belgien                 | 11.63 | Q          |
| 6         | Divina Estrella       | Dominikanska republiken | 12.12 |            |

#### Heat 6
| Placering | Idrottare                       | Nation       | Tid   | Noteringar |
| --------- | ------------------------------- | ------------ | ----- | ---------- |
| 1         | Annegret Richter                | Västtyskland | 11,19 | Q          |
| 2         | Renate Stecher                  | Östtyskland  | 11.21 | Q          |
| 3         | Evelyn Ashford                  | USA          | 11.25 | Q          |
| 4         | Debbie Wells                    | Australien   | 11.47 | Q          |
| 5         | Carmen Valdés                   | Kuba         | 11.47 | Q          |
| 6         | Mona-Lisa Strandvall-Pursiainen | Finland      | 11.62 | q          |
| 7         | Antoinette Gauthier             | Haiti        | 13.11 |            |

### Kvartsfinaler

#### Heat 1
| Placering | Idrottare             | Nation        | Tid   | Noteringar |
| --------- | --------------------- | ------------- | ----- | ---------- |
| 1         | Annegret Richter      | Västtyskland  | 11,05 | Q, OR      |
| 2         | Marlies Göhr          | Östtyskland   | 11.27 | Q          |
| 3         | Rosie Allwood         | Jamaica       | 11.34 | Q          |
| 4         | Patty Loverock        | Kanada        | 11.50 | Q          |
| 5         | Nadezjda Besfamilnaja | Sovjetunionen | 11.63 |            |
| 6         | Sylviane Telliez      | Frankrike     | 11.64 |            |
| 7         | Esmeralda García      | Brasilien     | 11.77 |            |

#### Heat 2
| Placering | Idrottare             | Nation         | Tid   | Noteringar |
| --------- | --------------------- | -------------- | ----- | ---------- |
| 1         | Inge Helten           | Västtyskland   | 11,20 | Q          |
| 2         | Chandra Cheeseborough | USA            | 11.36 | Q          |
| 3         | Andrea Lynch          | Storbritannien | 11.36 | Q          |
| 4         | Linda Haglund         | Sverige        | 11.48 | Q          |
| 5         | Carmen Valdés         | Kuba           | 11.52 |            |
| 6         | Denise Robertson-Boyd | Australien     | 11.56 |            |
| 7         | Carol Cummings        | Jamaica        | 11.75 |            |
| 8         | Sue Jowett            | Nya Zeeland    | 11.81 |            |

#### Heat 3
| Placering | Idrottare               | Nation         | Tid   | Noteringar |
| --------- | ----------------------- | -------------- | ----- | ---------- |
| 1         | Evelyn Ashford          | USA            | 11,28 | Q          |
| 2         | Raelene Boyle           | Australien     | 11.29 | Q          |
| 3         | Ljudmila Maslakova      | Sovjetunionen  | 11.37 | Q          |
| 4         | Silvia Chivás           | Kuba           | 11.42 | Q          |
| 5         | Sharon Colyear-Danville | Storbritannien | 11.51 |            |
| 6         | Elvira Possekel         | Västtyskland   | 11.58 |            |
| 7         | Lea Alaerts             | Belgien        | 11.71 |            |
| 8         | Margaret Howe           | Kanada         | 11.96 |            |

#### Heat 4
| Placering | Idrottare                       | Nation        | Tid   | Noteringar |
| --------- | ------------------------------- | ------------- | ----- | ---------- |
| 1         | Renate Stecher                  | Östtyskland   | 11,22 | Q          |
| 2         | Brenda Morehead                 | USA           | 11.30 | Q          |
| 3         | Marjorie Bailey                 | Kanada        | 11.44 | Q          |
| 4         | Vera Anisimova                  | Sovjetunionen | 11.47 | Q          |
| 5         | Debbie Wells                    | Australien    | 11.51 |            |
| 6         | Lelieth Hodges                  | Jamaica       | 11.58 |            |
| 7         | Mona-Lisa Strandvall-Pursiainen | Finland       | 11.72 |            |
| 8         | Isabel Taylor                   | Kuba          | 11.92 |            |

### Semifinaler

#### Heat 1
| Placering | Idrottare             | Nation        | Tid   | Noteringar |
| --------- | --------------------- | ------------- | ----- | ---------- |
| 1         | Annegret Richter      | Västtyskland  | 11,01 | Q OR       |
| 2         | Evelyn Ashford        | USA           | 11.21 | Q          |
| 3         | Chandra Cheeseborough | USA           | 11.26 | Q          |
| 4         | Marlies Göhr          | Östtyskland   | 11.29 | Q          |
| 5         | Rosie Allwood         | Jamaica       | 11.32 |            |
| 6         | Vera Anisimova        | Sovjetunionen | 11.39 |            |
| 7         | Silvia Chivás         | Kuba          | 11.43 |            |
| 8         | Marjorie Bailey       | Kanada        | 11.47 |            |

#### Heat 2
| Placering | Idrottare          | Nation         | Tid   | Noteringar |
| --------- | ------------------ | -------------- | ----- | ---------- |
| 1         | Renate Stecher     | Östtyskland    | 11,10 | Q          |
| 2         | Inge Helten        | Västtyskland   | 11.18 | Q          |
| 3         | Raelene Boyle      | Australien     | 11.22 | Q          |
| 4         | Andrea Lynch       | Storbritannien | 11.28 | Q          |
| 5         | Ljudmila Maslakova | Sovjetunionen  | 11.34 |            |
| 6         | Brenda Morehead    | USA            | 11.38 |            |
| 7         | Patty Loverock     | Kanada         | 11.40 |            |
| 8         | Linda Haglund      | Sverige        | 11.41 |            |

### Final
| Placering | Idrottare             | Nation         | Tid   | Noteringar |
| --------- | --------------------- | -------------- | ----- | ---------- |
| 1         | Annegret Richter      | Västtyskland   | 11,08 |            |
| 2         | Renate Stecher        | Östtyskland    | 11,13 |            |
| 3         | Inge Helten           | Västtyskland   | 11,17 |            |
| 4         | Raelene Boyle         | Australien     | 11,23 |            |
| 5         | Evelyn Ashford        | USA            | 11,24 |            |
| 6         | Chandra Cheeseborough | USA            | 11,31 |            |
| 7         | Andrea Lynch          | Storbritannien | 11,32 |            |
| 8         | Marlies Göhr          | Östtyskland    | 11,34 |            |